# Apoboleus congicus
Apoboleus congicus är en insektsart som först beskrevs av Willy Adolf Theodor Ramme 1929.  Apoboleus congicus ingår i släktet Apoboleus och familjen gräshoppor. Inga underarter finns listade i Catalogue of Life.